# 老天鵝娛樂
老天鵝娛樂是以嘲諷政治與時事為主的評論類YouTube頻道，影片聲音來自於Google翻譯的朗讀音，會於平日晚上不定時發佈三至四個關鍵字的《老鵝特搜》，其內容包括政治、生活時事、國際新聞等。老天鵝娛樂的吉祥物為一隻白鵝與政治人物王世堅。創辦人是前卡提諾狂新聞員工「狂小編」，本名丁豪。在2023年，鍇睿成立網路媒體《老鵝日報》，2025年2月，《老鵝日報》停止更新，目前老天鵝娛樂也已離開鍇睿旗下。

## 外部連結
- YouTube上的老天鵝娛樂頻道
- 老天鵝娛樂的Facebook專頁
- 老天鵝娛樂的Instagram帳戶
- 《老鵝日報》網站 （页面存档备份，存于）
- 《老鵝日報》的Facebook專頁
- 《老鵝日報》的Instagram